# Zürichhaus (Hamburg)

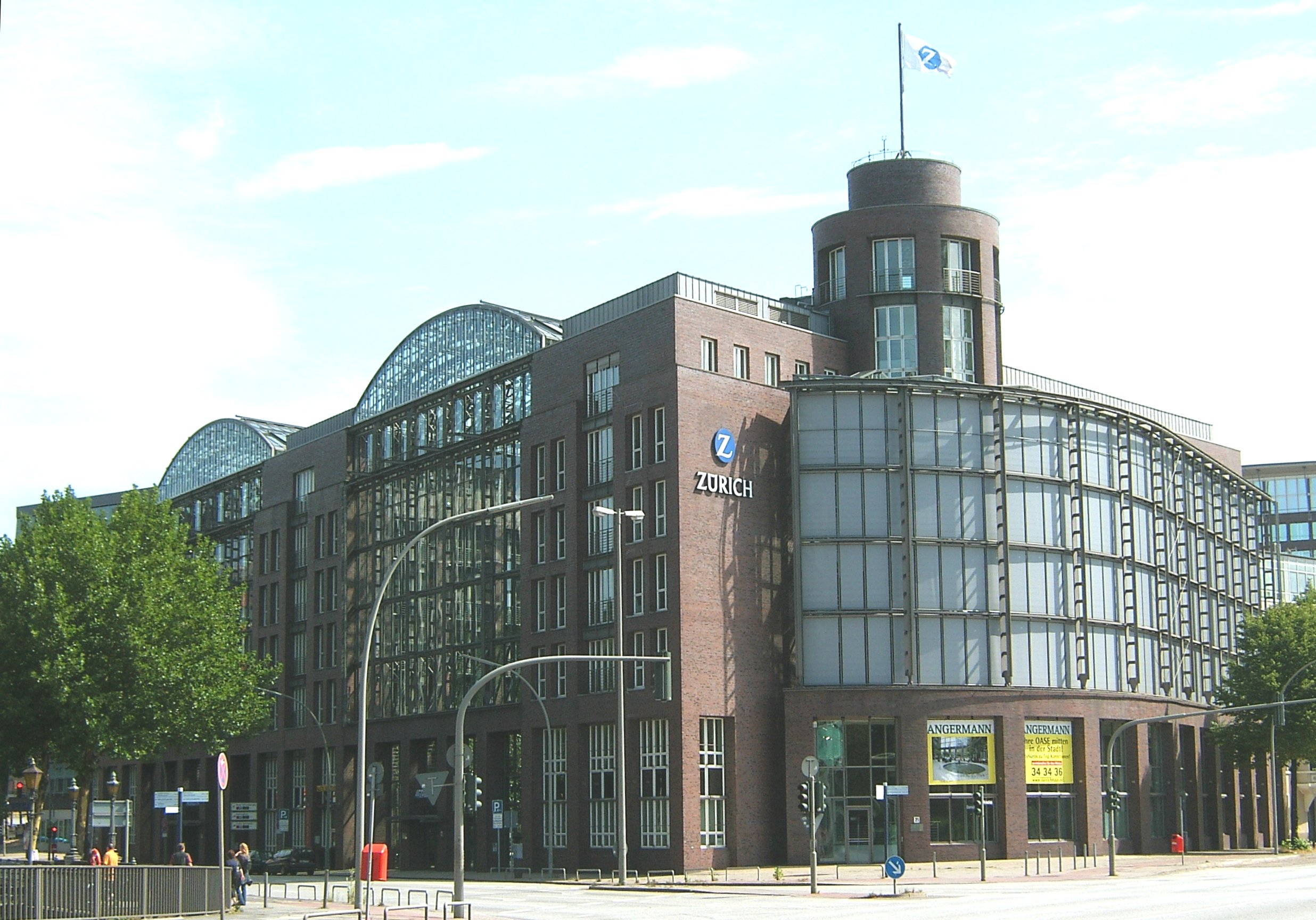
Das Zürichhaus

Das Zürichhaus (Domstraße 17–21) ist ein Bürokomplex in Hamburg, benannt nach der dort ansässigen Zürich-Versicherung. Es steht unter anderem an der Stelle des ehemaligen hamburgischen Bürgerhauses Große Reichenstraße 37.

## Beschreibung und Geschichte
Das Gebäude grenzt unmittelbar westlich an das Afrikahaus und befindet sich an der Straßenkreuzung Domstraße/Willy-Brandt-Straße, die Nordseite grenzt an die Große Reichenstraße. Das Gebäude wurde von 1990 bis 1993 erbaut, nachdem 1988 ein Wettbewerb ausgeschrieben worden war. Der Entwurf stammt von den gmp-Architekten Volkwin Marg und Nikolaus Goetze; die Gestaltung der Hallen mit Wasserbecken und Bäumen erfolgte nach Plänen von Hinnerk Wehberg, Gustav Lange, Gundolf Eppinger und Wieland Schmidtke. 
Das Zürichhaus hat konventionelle Klinkerfassaden in Anlehnung an die benachbarten Kontorhäuser aus den 1920er Jahren. Das Gebäude hat einen kammförmigen Grundriss. Dieser umgreift als Schutz gegen Lärm und Staub zwei gläserne Eingangshallen. Die zur Willy-Brandt-Straße gerichtete Gebäudeseite hat eine der eigentlichen Fassade vorgeschaltete, konvex geschwungene Glasfront, die hier diese Funktion übernehmen soll. An der zur Großen Reichenstraße zeigenden Seite befindet sich die Einfahrt zur Tiefgarage.